# Alberto Chaíça
Alberto Chaíça (Alberto Francisco Cansado Chaíça; * 17. September 1973 in Caparica, Almada) ist ein portugiesischer Langstreckenläufer, der sich auf den Marathon spezialisiert hat.
2002 debütierte er beim Berlin-Marathon und belegte den 14. Platz in 2:12:02 h. Im Jahr darauf wurde er nationaler Meister im 10.000-Meter-Lauf und wurde Vierter beim Marathon der Weltmeisterschaften in Paris/Saint-Denis in seiner persönlichen Bestzeit von 2:09:25 h.
2004 wurde er jeweils Achter beim Seoul International Marathon und beim Marathon der Olympischen Spiele in Athen. Einem 45. Platz bei den Weltmeisterschaften 2005 in Helsinki folgte ein achter Rang bei den Leichtathletik-Europameisterschaften 2006 in Göteborg und Platz 22 bei den Weltmeisterschaften 2007 in Osaka.

## Persönliche Bestzeiten
- 10.000 m: 28:06,15 min, 1. April 2000, Lissabon
- Halbmarathon: 1:02:18 h, 17. Oktober 1999, Braga
- Marathon: 2:09:25 h, 30. August 2003, Paris